# بهاكتيفينودا ثاكور
بهاكتيفينودا ثاكور (بالألفبائية الدولية للترجمة السنسكريتية: Bhakti-vinoda Ṭhākura) (2 سبتمبر 1838 - 23 يونيو 1914)، ولد باسم كيدارناث داتا (Kedāra-nātha Datta)، وهو فيلسوف هندوسي، وغورو (معلم) ومصلح روحي للغوديا الفيشنوية، وقد أثر في ظهورها في الهند في أواخر القرن التاسع عشر وأوائل القرن العشرين، وأشاد به العلماء المعاصرون باعتباره الزعيم الأكثر تأثيرًا من الغوديا الفيشنوية في عصره. ويُنسب إليه أيضًا مع ابنه بهاكتيسيدانتا ساراسفاتي الفضل في انتشار الغوديا الفيشنوية في الغرب وانتشارها عالميًا في نهاية المطاف.
ولد كيدارناث داتا في 2 سبتمبر عام 1838 في بلدة بيرناغار، رئاسة البنغال، في عائلة هندوسية تقليدية من الملاك البنغاليين الأثرياء. وبعد تعليمه في القرية، واصل تعليمه في الكلية الهندوسية في كولكاتا، حيث تعرّف على الفلسفة واللاهوتيين الغربيين المعاصرين. وهناك أصبح شريكًا وثيقًا لشخصيات أدبية وفكرية بارزة في عصر النهضة البنغالية، مثل إيشوار تشاندرا فيدياساغار، وبانكيم تشاندرا تشاتوبادياي، وسيسير كومار غوش. وفي سن الثامنة عشرة بدأ مهنة التدريس في المناطق الريفية في البنغال وأوريسا حتى أصبح موظفًا في الخدمة القضائية البريطانية في الراج، والتي تقاعد منها في عام 1894 كقاضي منطقة.
كان كيدارناث داتا ينتمي إلى مجتمع كاياستا من طبقة النبلاء المتعلمين البنغالية التي عاشت خلال عصر النهضة البنغالية وحاولت تبرير معتقداتها وعاداتها الهندوسية التقليدية. وأمضى في شبابه الكثير من الوقت في البحث والمقارنة بين مختلف النظم الدينية والفلسفية، الهندية والغربية على حد سواء، بهدف إيجاد مسار شامل وحقيقي ومرضٍ فكريًا فيما بينها. وقد تبنى مهمة التوفيق بين العقل الغربي والمعتقد التقليدي من خلال تقسيم الدين إلى الظواهر والخوارق، وبالتالي استوعب كلًا من التحليل النقدي الحديث والتصوف الهندوسي في كتاباته. وقاده السعي الروحي أخيرًا في سن 29 ليصبح من أتباع تشيتانيا ماهابرابهو (1486-1533). وكرس نفسه لدراسة عميقة وممارسة ملتزمة بتعاليم تشيتانيا، وسرعان ما ظهر كزعيم مرموق داخل حركة تشيتانيا الفيشنوية في البنغال. وحرر ونشر أكثر من 100 كتاب حول الفيشنوية، بما في ذلك الأطروحات اللاهوتية الرئيسية مثل كريشنا-سامهيتا (1880)، وتشيتانيا-سيكشامريتا (1886) وجيفا-دارما (1893)، وتاتفا-سوترا (1893)، وتاتفا-فيفيكا (1893)، وهاري-ناما-سينتاماني (1900). وبين عامي 1881 و1909 نشر كيدارناث أيضًا مجلة شهرية باللغة البنغالية بعنوان ساجانا-توشاني («مصدر متعة المحبين»)، والتي استخدمها كوسيلة رئيسية لنشر تعاليم تشيتانيا بين البادرالوك (النبلاء). وفي عام 1886 تقديرًا لمساهماته اللاهوتية والفلسفية والأدبية الغزيرة، منح مجتمع غوديا الفيشنوية المحلي كيدارناث داتا لقب بهاكتيفينودا.
في سنواته الأخيرة أسس بهاكتيفينودا وأدار برنامج ناما-هاتا، وهو برنامج وعظ متنقل ينشر لاهوت وممارسات تشيتانيا في جميع أنحاء البنغال الريفية والحضرية، من خلال الخطابات والمواد المطبوعة والأغاني البنغالية التي كانت من تأليفه الخاص. كما عارض ما رآه على أنه أباسمبراداس، أو العديد من التحريفات لتعاليم تشيتانيا الأصلية. ويُنسب إليه الفضل بإعادة اكتشاف الموقع المفقود لولادة تشيتانيا، في مايابور بالقرب من نابادويب، والذي أحيا ذكراه بمعبد بارز.
كان بهاكتيفينودا ثاكور رائدًا في انتشار تعاليم تشيتانيا في الغرب، وأرسل نسخًا من أعماله في عام 1880 إلى رالف والدو إمرسون في الولايات المتحدة وإلى رينولد روست في أوروبا. وفي عام 1896 أرسل بهاكتيفينودا كتابًا أخر له باللغة الإنجليزية بعنوان سريماد-غورانغاليلا-سمرانامانغالا، أو تشيتانيا ماهابرابهو، حياته ومبادئه، إلى عديد من الأكاديميين والمكتبات في كندا وبريطانيا وأستراليا.
أدى إحياء الغوديا الفيشنوية بواسطة بهاكتيفينودا إلى ظهور واحدة من أكثر بعثات الوعظ ديناميكية في الهند في أوائل القرن العشرين، غوديا ماثا، برئاسة ابنه ووريثه الروحي بهاكتيسيدانتا ساراسفاتي. وتابع مريد بهاكتيسيدانتا واسمه أ. س. بهاكتيفيدانتا سوامي مهمة معلمه إلى الغرب، إذ أسس في الولايات المتحدة الجمعية الدولية لوعي كريشنا أو حركة هاري كريشنا، التي نشرت الغوديا الفيشنوية حول العالم.
كتب بهاكتيفينودا سيرة ذاتية بعنوان سفاليخيتا-جيفاني امتدت منذ ولادته في عام 1838 حتى تقاعده عام 1894. وتوفي في كولكاتا في 23 يونيو عام 1914 عن عمر يناهز 75 عامًا. وجرى دفن رفاته بالقرب من مايابور، غرب البنغال.

## النهضة البنغالية والبادرالوك
كانت ولادة كيدارناث في عام 1838 في فترة من تاريخ البنغال تميزت بظهور وتزايد تأثير مجتمع البادرالوك. وكان البادرالوك، حرفيًا «النبيل أو المهذب»، طبقة مميزة نشأت حديثًا من البنغاليين، ومعظمهم من الهندوس الذين خدموا الإدارة البريطانية في مهن تتطلب تعليمًا غربيًا، وإتقانًا للغة الإنجليزية ولغات أخرى. تعرف البادرالوك على القيم الغربية للبريطانيين وتأثروا بها، بما في ذلك موقفهم المتعالي في كثير من الأحيان تجاه التقاليد الثقافية والدينية للهند، وبدأ البادرالوك أنفسهم بالتشكيك وإعادة تقييم معتقدات دينهم وعاداتهم. وأدت محاولاتهم لعقلنة الهندوسية وتحديثها من أجل التوفيق بينها وبين النظرة الغربية في النهاية إلى ظهور فترة تاريخية تسمى عصر النهضة البنغالية، والتي دافع عنها إصلاحيون بارزون مثل رام موهان روي وسوامي فيفي كاناندا. وأدى هذا الاتجاه تدريجيًا إلى تصور واسع الانتشار، في كل من الهند والغرب، للهندوسية الحديثة على أنها معادلة لمذهب أدفايتا فيدانتا، وهو مفهوم عن الإلهي باعتباره خاليًا من الشكل والفردية والذي رحب به مؤيدو المذهب باعتباره «الفلسفة الخالدة» و «أم الأديان». ونتيجة لذلك فإن المدارس الهندوسية الأخرى، بما في ذلك البهاكتية، قد تدنت تدريجيًا في أذهان الطبقة الوسطى الهندوسية البنغالية إلى أن أصبحت شبهة، وغالبًا ما نظروا إليها على أنها «خليط رجعي ومتحجر من الطقوس الفارغة والممارسات الوثنية».